# Авала
Авала је ниска планина, 16,6 km јужно од Београда. Представља северни крај шумадијске греде, која се од Рудника провлачи кроз ниску Шумадију и представља развође између сливова Саве и Дунава. Висока је 511 m (врх Жрнов) и уздиже се око 200 m изнад околног таласастог терена. Минерал авалит добио је име по Авали на којој је пронађен.
Крајем 2007. године је Скупштина града Београда прогласила Авалу заштићеним природним добром са укупном површином од 489 ha. Још је кнез Милош 1859. године донео одлуку да се Авала загради и заштити, а 1936. године је проглашена националним парком. Президијум Народне Скупштине 1946. године доноси одлуку да буде проглашена добром од општег значаја.
На заштићеном подручју има око 600 биљних врста. Има лековитих биљних врста, а неке биљке представљају природне реткости, као што су зановет, златан и зеленика. Авала је добро пошумљена самониклим дрвећем, а једним делом је под засађеном боровом шумом. Једно је од омиљених излетишта Београђана.

## Споменик Незнаном јунаку
После Првог светског рата, локално становништво пронашло је већи број гробова српских војника погинулих у рату, међу њима и гроб једног незнаног српског војника. Народ околних села је том војнику 1922. подигао скромни споменик. Касније је Државни одбор за подизање споменика Незнаном јунаку одлучио да му се на врху Авале подигне репрезентативнији споменик. Пројект за споменик израдио је вајар Иван Мештровић, у облику маузолеја са каријатидама које представљају жене у народним ношњама из свих југословенских крајева. Споменик је грађен од јабланичког гранита од 1934. до 1938. године. За потребе грађења овог споменика 1934. године динамитом су разрушени остаци средњовековног града Жрновa, што и данас наилази на оштру осуду међу историчарима.
Србија се разликује од свих земаља учесница Првог светског рата по томе што све друге земље имају споменике Незнаном војнику, а само Србија Незнаном јунаку.
У непосредној близини је и Споменик совјетским ратним ветеранима који су ту погинули у авионској несрећи 19. октобра 1964.

## Авалски торањ
На нижем врху Авале, изграђен је 1965. године Авалски ТВ торањ, по пројекту архитеката Угљеше Богуновића и Слободана Јањића, који је срушен у бомбардовању НАТО снага 29. априла 1999. године. Торањ је био највећа грађевина у тадашњој Југославији. Обновљен је 21. априла 2010. године и изгледа скоро идентично као првобитни само је 1 метар виши.

## Историја
Међу најстарије историјске помене који се односе на планину данас познату као Авала спадају подаци античког грчког песника Аполонија са Родоса (3. век пре нове ере), који је у свом познатом епу под насловом "Аргонаутика" (грч. Αργοναυτικα) поменуо да се река Истар (старогрчки назив за Дунав) узводно од земаља Скита и Трачана, у областима пусте Лаурионске равнице (грч. Λαυριον, јужне области Панонске равнице), дели на два рукавца, недалеко од планине зване Ангурон (грч. Αγγουρον) и стене зване Каулијак (грч. Καυλιακοιο). Историчари сматрају да се ти подаци односе на данашњу планину Авалу и оближњу стену изнад ушћа Саве у Дунав, на којој је нешто касније настао антички Сингидунум, данашњи Београд. Такође се сматра да је Аполоније поменуте податке преузео из несачуваног дела "О пристаништима" (грч. Περι λιμενων), које је написао антички географ Тимагет (грч. Τιμαγητος, 4. век пре нове ере).

### Средњовековни град Жрнов
На врху Авале (ср. Жрновица) налазио се средњовековни град-тврђава. Срби су га звали Жрнов или Жрнован, а Турци су му дали име Авала (арапски преграда или препрека). Не зна се када је први пут сазидан, мада му је околина била насељена још у преисторијско доба. Град је штитио околне руднике живе и цинабарита и, у оближњем Рипњу, рудник сребра.
Рударска активност је постојала до 1956, "Црвени брег" је био рудник олова и цинка, с примесама сребра и злата, а "Шупља стена" је била рудник живе. Ђорђе Вајферт и проф. Клерић су 1882. испитивали живу на Авали, нашли су "неку врсту лонаца" у старим јамама - анализа у Бечу је показала да су лонци стари "преко две хиљаде година" и да је на једном од њих стајала забелешка да се жива продавала на ушћу Саве у Дунав. Вајферт и Клерић су, међутим, експлоатацију нашли неисплативом.

## Угоститељство, туризам и спорт
На врху Авале налазе се угоститељски објекти:
- хотел „Авала“,
- планинарска кућа „Митровићев дом“,
- планинарско одмаралиште „Чарапићев брест“
- планинарски дом „Чарапићев брест“

На падинама Авале 1929. године одржано је прво такмичење у Србији у смучарском трчању на 8 km. Прво смучарско првенство Србије после Другог светског рата такође је 1946. године одржано на овој планини.
Електрични вод високог напона је повезао београдску електричну централу и Авалу јула 1938, до тада је Министарство шума имало малу централу у подножју.

### Табор планинара 2006.
Традиционални табор планинара који се одржава сваке године у организацији Службе водича излета и похода Планинарског савеза одржао се 2006. године на Авали од 01.07. до 10.07.. У оквиру табора обављен је већи број активности:
- Пешачке туре са обновом маркација
- Исхрана у природи
- Школа водича излета и похода у летњим условима
- Планинарска предавања

Такмичења у
- Спортском (слободном) пењању
- Планинском бициклизму
- Планинском трчању
- Оријентирингу

Као и отворено првенство Србије у планинарској оријентацији.

## Флора и фауна
Иако ниска планина, на Авали се налази велики број биљног и животињског света. Биљне врсте на Авали се могу могу сврстати у две класе - 86 фамилија и 317 родова. Пописано је 594 биљних врста, а од тога неке који су заштићене као природне реткости : Зановет (лат.Laburnum anagyroides), Златан (лат.Lilium martagon L), Зеленче (лат.Prunus laurocerasus L) и зеленика (лат.Ilex aquifolium L). У заштићеном подручју Авале, шуме заузимају више од 70% њене површине и изузетно су битне за сав живи свет. Заступљене су шуме храста китњака, цера, липе, изданачке шуме цера, сладуна, црни бор, багрем и остале лишћарске шуме. На Авали се налазе и многе лековите биљке као што мајчина душица, кантарион, раставић, питома нана и многе друге. Због разноврсности биљног света и готово нетакнуте природе, многе животињске врсте су опстале. Добри еколошко услови дају могућност за живот и многим врстама птица, које се поред дрвећа гнезде у жбуњу и на трави. Карактеристичне врсте птица на Авали су мрка сеница, сиријски шарени детлић, краткопрсти кобац, грлица, гугутка, златна вуга, зелена вуга, славуј, ћук. Настањени су типови птица гнездарица, селица, а постоје и скиталице које се сезонски селе из подножја према врху планине у потрази за храном. Током зиме, птице одлазе у подножје планине, а оне које остају током целе године на планини су зеба, грлица, гугутка, кос, Дрозд певач, креја, велика сеница, гавран, сива врана, чавка, зелена жуна, детлић, чворак, шумска шева, царић, црвендаћ и дивља канаринка. Заштићене врсте које су најчешће на овом подручју су : срна, зец, јазавац, веверица, сиви пух, куна златица, куна белица, пољска јаребица, голуб гривнаш, препелица, шљука и фазан и оне се налазе на списку природних реткости, заштићених Уредбом о природним реткостима. Трајно заштићене врсте су : лисица, обичан мишар, пољска еја, црна луња, буљина, кукавица и пупавац. У шумама Авале, присутне су дивље свиње, које су малобројне и сматрају се као пролазна дивљач. Водотоци и шуме станиште су многих врста водоземаца и то : неколико врста жаба, давждевњак и две врсте мрмоњака и гмизавца : слепић, шумски гуштер, зидни гуштер, смук , шумска корњача и змија шарка.

## Галерија
- Поглед са Торња
- Поглед са Торња
- Поглед са Торња
- Поглед са Торња
- Поглед са Торња
- Споменик Незнаном јунаку.
- Авалски торањ.
- Хотел "Авала" (са телевизијског торња).
- Планинарска кућа "Митровићев дом".